# Condado de Rutherford (Carolina del Norte)
El condado de Rutherford (en inglés: Rutherford County, North Carolina), fundado en 1779, es uno de los 100 condados del estado estadounidense de Carolina del Norte. En el año 2000 tenía una población de 62 889 habitantes con una densidad poblacional de 43 personas por km². La sede del condado es Rutherfordton.

## Geografía
Según la Oficina del Censo, el condado tiene un área total de 1466 km² (566 mi²), de la cual 1461 km² (564,1 mi²) es tierra y 5 km² (1,9 mi²) es agua.

### Municipios
El condado se divide en catorce municipios: Municipio de Camp Creek, Municipio de Chimney Rock, Municipio de Colfax, Municipio de Cool Spring, Municipio de Duncans Creek, Municipio de Gilkey, Municipio de Golden Valley, Municipio de Green Hill, Municipio de High Shoals, Municipio de Logan Store, Municipio de Morgan, Municipio de Sulphur Springs, Municipio de Rutherfordton y Municipio de Union.

### Condados adyacentes
- Condado de McDowell norte
- Condado de Burke norte-noreste
- Condado de Cleveland este
- Condado de Cherokee sursureste
- Condado de Spartanburg sursudoeste
- Condado de Polk sudoeste
- Condado de Henderson oeste
- Condado de Buncombe noroeste

## Demografía
En el 2000 la renta per cápita promedia del condado era de $31 122, y el ingreso promedio para una familia era de $37 787. El ingreso per cápita para el condado era de $14 853. En 2000 los hombres tenían un ingreso per cápita de $28 890 contra $21 489 para las mujeres. Alrededor del 12.90% de la población estaba bajo el umbral de pobreza nacional.

## Lugares

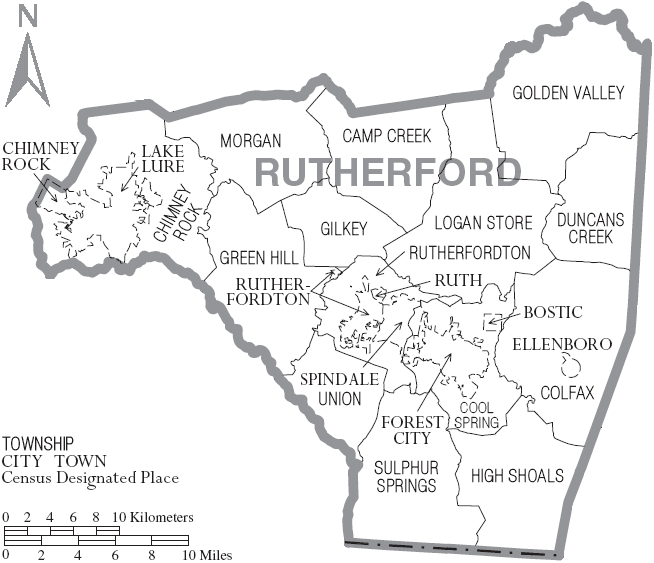
Mapa del Condado de Rutherford en Carolina del Norte con sus municipios

### Ciudades y pueblos
- Alexander Mills (se fusionó con Forest City)
- Bostic
- Caroleen
- Chimney Rock
- Cliffside
- Ellenboro
- Forest City
- Henrietta
- Lake Lure
- Ruth
- Rutherfordton
- Spindale